# Niθ
Niθ [niɕiː] (* 20. Jahrhundert) ist ein japanischer Illustrator.
Die korrekte Schreibweise seines Namens ist Niθ̂ mit einem Zirkumflex über dem θ, was jedoch nur ungenügend in Browsern wiedergegeben werden kann. In Fließtexten wird auch die lautmalerische Schreibweise Nishī (にしー) verwendet.

## Werdegang
Niθ, damals noch unter dem Namen Nin Niθ (仁Niθ), berufliche Karriere begann als Angestellter des Erogē-Spieleentwicklers Nitroplus. Für seine erste größere Aufgabe wurde er 2003 dem Computerspieleentwickler âge für dessen Spiel Muv-Luv entliehen, für das Niθ einige der Mechas designte. Im selben Jahr wurde er der leitende Grafiker für das Nitroplus-Spiel Zanma Taisei Demonbane, für das er ebenfalls die Illustrationen zur begleitenden sechsteiligen Romanreihe anfertigte. Danach folgten 2005 Jingai Makyō und 2006 Kishin Hishō Demonbane. Für Zoku Satsuriku no Django – Jigoku no Shōkinkubi von 2007 erstellte er die Grafiken zum Szenario von Gen Urobuchi. 2015 arbeitete erneut mit Nitroplus für deren Browser- und Handyspiel Tōken Ranbu zusammen, wo er das Character Design zur Figur des Onimaru Kunitsuna entwarf.
Für Hobby Japans Spielbuch-Reihe Queen’s Gate entwarf er 2007 die Protagonistin Alice.
2007/8 kooperierten Nitroplus und das Animationsstudio Gonzo bei der Entwicklung des Anime Blassreiter, wobei Niθ für das ursprüngliche Character Design und Mechanic Design verantwortlich war, dass dann von Naoyuki Onda bzw. Makoto Ishiwata für die Animation adaptiert wurde.
Danach verließ er Nitroplus und wurde freischaffend. Seit 2009 ist er Illustrator der immer noch (Stand: 2013) laufenden Light-Novel-Reihe Hyakka Ryōran Samurai Girls von Akira Suzuki. 2012 war er einer der Designer des Anime Busō Shinki und 2013 Mechanic Designer von Galilei Donna. Für die Tokusatsu-Serie Kamen Rider Gaim bei der auch Urobuchi die Drehbücher schrieb, entwarf er einige der Monster.

## Werk
Computerspiele:
- Muv-Luv (マブラヴ, Maburavu; 2003), Mechanic Design
- Zanma Taisei Demonbane (斬魔大聖デモンベイン, ~ Demonbein; 2003), Grafiken
- Jingai Makyō (塵骸魔京; 2005), Grafiken
- Muv-Luv Alternative (マブラヴ オルタネイティヴ, Maburavu Orutaneitivu; 2006), Mechanic Design
- Kishin Hishō Demonbane (機神飛翔デモンベイン; 2006), Grafiken
- Zoku Satsuriku no Django – Jigoku no Shōkinkubi (続・殺戮のジャンゴ -地獄の賞金首-; 2007), Grafiken
- Tōken Ranbu (刀剣乱舞; 2015), Character Design von Onimaru Kunitsuna

Fernsehen:
- Kishin Hōkō Demonbane (機神咆吼デモンベイン; 2006), ursprüngliches Character und Mechanic Design
- Blassreiter (ブラスレイター, Burasureitā; 2008), ursprüngliches Character und Mechanic Design
- Hyakka Ryōran Samurai Girls  (百花繚乱 サムライガールズ, ~ Samurai Gāruzu; 2010), ursprüngliches Character Design
- Busō Shinki (武装神姫; 2012), Shinki-Design
- Hyakka Ryōran Samurai Bride (百花繚乱 サムライブライド, ~ Samurai Buraido; 2013), ursprüngliches Character Design
- Galilei Donna (ガリレイドンナ, Garirei Donna; 2013), Mechanic Design
- Kamen Rider Gaim (仮面ライダー鎧武, Kamen Raidā Gaimu; 2013–2017), Creature Design
- Sin: Nanatsu no Taizai (sin 七つの大罪; 2017), ursprüngliches Character Design
- Nanatsu no Bitoku (七つの美徳; 2018), ursprüngliches Character Design

Romane:
- Zanma Taisei Demonbane (2003–2006, 6 Bände), Illustrationen
- Zokuzoku Satsuriku no Django Gaiden: Jigoku no Hitchhiker (続々・殺戮のジャンゴ害伝 地獄のビッチハイカー; 2007), Illustrationen
- Hyakka Ryōran Samurai Girls (2009–2014, 17 Bände), Illustrationen
- Sword & Wizards (2015–2016, 4 Bände), Illustrationen
- Dead End Reloaded (2020–, bisher 2 Bände), Illustrationen

Artbooks:
- Kishin Hōkō Demonbane: Picture Stories – Kōshiki Madōsho (機神咆吼デモンベイン Pictures Stories -公式魔導書-). Kadokawa Shoten, 2004, ISBN 978-4-04-707150-6
- Zanma Taisei Demonbane: Gengashū (斬魔大聖デモンベイン 原画集). Nitroplus, 2004, ohne ISBN[5]
- Demonbane: Concept Works (DEMONBANE コンセプトワークス, Demonbane: Konseputo Wākusu). Nitroplus, 2004, ohne ISBN[6]
- Kaitai Jingai Makyō (解體・塵骸魔京). Nitroplus, 2005, ohne ISBN[7]
- Demonbane: Complete Illustrations (デモンベイン　コンプリートイラストレーションズ, Demonbein: Kompurīto Irasutorēshonzu). Nitroplus, 2006, ohne ISBN[8]
- Porno Jester (PORNO JESTER). Nitroplus, 2007 (Comiket 73), ohne ISBN[9]
- Adesugata Giga: Niθ̂ Art Works (艶姿戯画 Niθ̂ ART WORKS). Hobby Japan, 2013, ISBN 978-4-7986-0578-4